# Parque Natural del Cabo de Gata
Parque Natural del Cabo de Gata är en park i Spanien.   Den ligger i provinsen Provincia de Almería och regionen Andalusien, i den södra delen av landet, 400 km söder om huvudstaden Madrid. Parque Natural del Cabo de Gata ligger 278 meter över havet.
Terrängen runt Parque Natural del Cabo de Gata är kuperad åt sydost, men åt nordväst är den platt. Parque Natural del Cabo de Gata ligger uppe på en höjd.  Närmaste större samhälle är Níjar, 16,0 km nordväst om Parque Natural del Cabo de Gata. 